# Heteroclytomorpha sexplagiata
Heteroclytomorpha sexplagiata är en skalbaggsart. Heteroclytomorpha sexplagiata ingår i släktet Heteroclytomorpha och familjen långhorningar.

## Underarter
Arten delas in i följande underarter:
- H. s. sexplagiata
- H. s. obscura